# Eion
Eion är en stad i nordöstra Grekland. Den ligger vid floden Strymons mynning, där denna flod flyter ut i Egeiska havet från det inre av Thrakien. Thukydides omnämner den i Historien om det peloponnesiska kriget som en plats av stor strategisk vikt för atenarna under det peloponnesiska kriget.
Eion ockuperades av perserna 476 f.Kr. i efterdyningarna till de persiska krigen. Den erövrades av det attiska sjöförbundet året därpå under ledning av den atenske generalen Kimon, son till Miltiades d.y., varvid invånarna förslavades. Erövringen av Eion var början på ett fälttåg, företaget av det nyligen grundade attiska sjöförbundet, vars mål var att rensa Egeiska havet från persiska flottor och sjörövare, för att underlätta Atens tillgång till Hellesponten.
Den närliggande atenska kolonin Amfipolis grundades 437 f.Kr. en halvmil uppåt Strymonfloden. Kolonisatörerna, som leddes av Hagnon, använde Eion som bas för sina operationer.
424 f.Kr., under det peloponnesiska kriget, blev Eion den plats där den atenske befälhavaren Aristides gensköt en persisk budbädare vid namn Artafernes. Meddelandet, som var på väg till Sparta, var ett brev från den persiske kungen, där denne svarade på framställningar, som spartanerna hade gjort till honom.
Senare under kriget, under vintern 424-423 f.Kr., erövrade den spartanske generalen Brasidas Amfipolis med sina thrakiska allierade. När han gick mot Eion lyckades han dock inte besegra de atenska försvararna, som leddes av Thukydides. Trots att han lyckades hålla Eion blev Thukydides så småningom förvisad av atenarna, för att han inte hade lyckats försvara den viktigare staden Amfipolis.